# Højovn
En højovn bruges ved udvinding af råjern. Ved meget høj temperatur foregår en reduktionsproces, som frigør den kemisk bundne ilt fra jernmalmen. Et højovnsanlæg er fra 80 til 100 meter højt. Selve højovnen er ca. 35 meter høj og har en diameter på 16-18 meter. Et transportbånd fører råmaterialer op til toppen af højovnen.
Da der i toppen af højovnen er et tryk på 250 kilopascal må påfyldningen ske via en sluse, så de forbrændingsgasser, der opstår ved processen, ikke slipper ud. Forbrændingsgasserne opsamles og føres via et støvfilter til en forvarmeovn og bruges til at opvarme den luft, der medgår til forbrændingsprocessen. Den forvarmede luft indblæses i højovnen via et ringformet rør, der er monteret med 20-40 vandkølede dyser.
Sinter, koks og kalksten fyldes i ovnen via en sluse (der findes to metoder til af fylde en højovn, en med to klokker (bell) og en med en karrusel (bell-less)). Råmaterialerne tørres og forvarmes øverst i ovnen og reduktionsprocessen starter. Mens reduktionsprocessen er i gang bliver der dannet store mænger kulmonooxid (CO). Jernmalmen afgiver sin oxygen (ilt) til kulmonxiden og der dannes kuldioxid (CO2). Midt i ovnen ved ca. 1100º celsius er reduktionsprocessen slut.
Ved 1500º celsius smelter jernet, og der opløses store mængder kulstof, og flydende råjern bliver dannet. Det flydende råjern synker ned mod bunden. I indblæsningszonen når temperaturen op mod 2300º celsius, hvilket er nok til at siliciumilte (SiO2) og manganilte (MnO) befries for ilt af kulstoffet i koksene.
Der dannes en let smeltelig slagge, som beskytter jernet, når det passerer indblæsningszonen på vej mod bunden. Da slaggen har en mindre vægtfylde end jern, vil den automatisk lægge sig oven på det smeltede jern og kan tappes ud gennem et højereliggende hul. De dannede slagger bliver brugt i vejbyggeri m.m. og tidligere også som gødning.
Højovne danner giktgas som affaldsprodukt.